# Specie di Scorzoneroides
Elenco delle 22 specie di Scorzoneroides:

## A

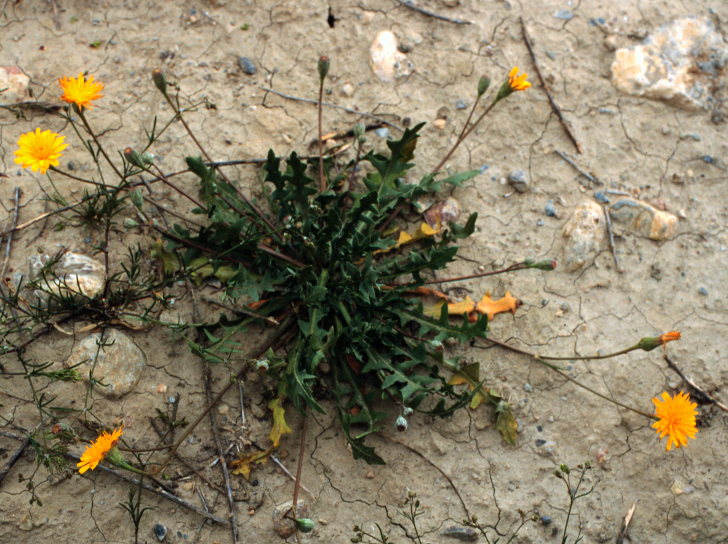
Scorzoneroides muelleri

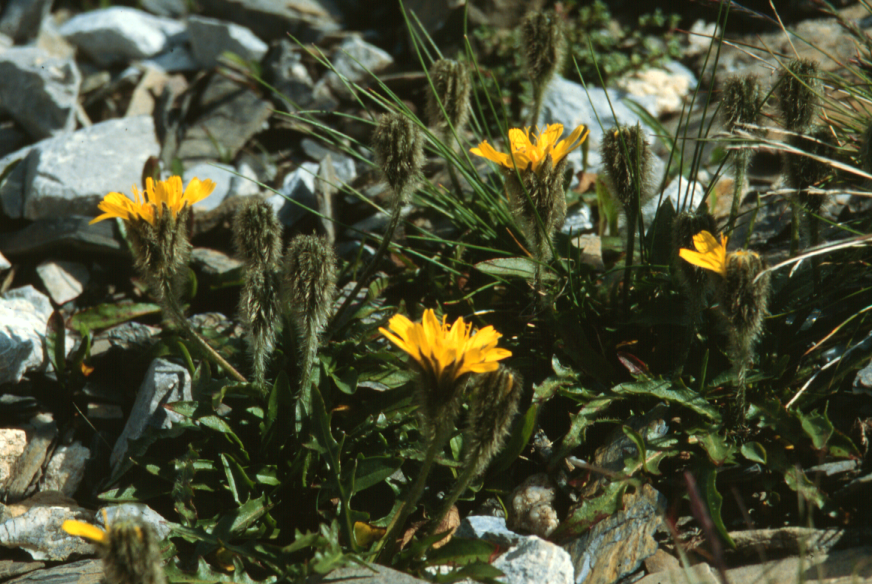
Scorzoneroides montana

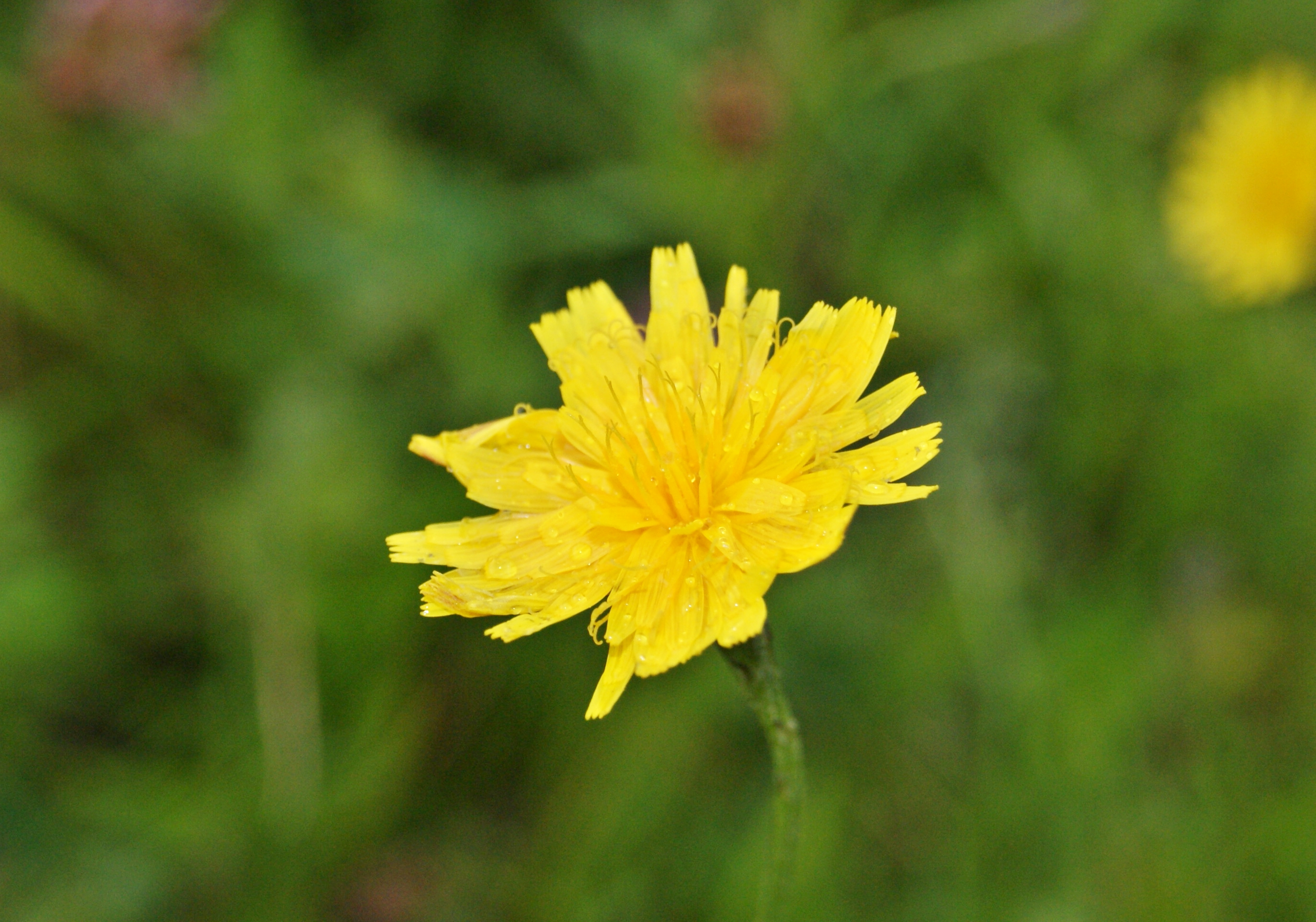
Scorzoneroides autumnalis

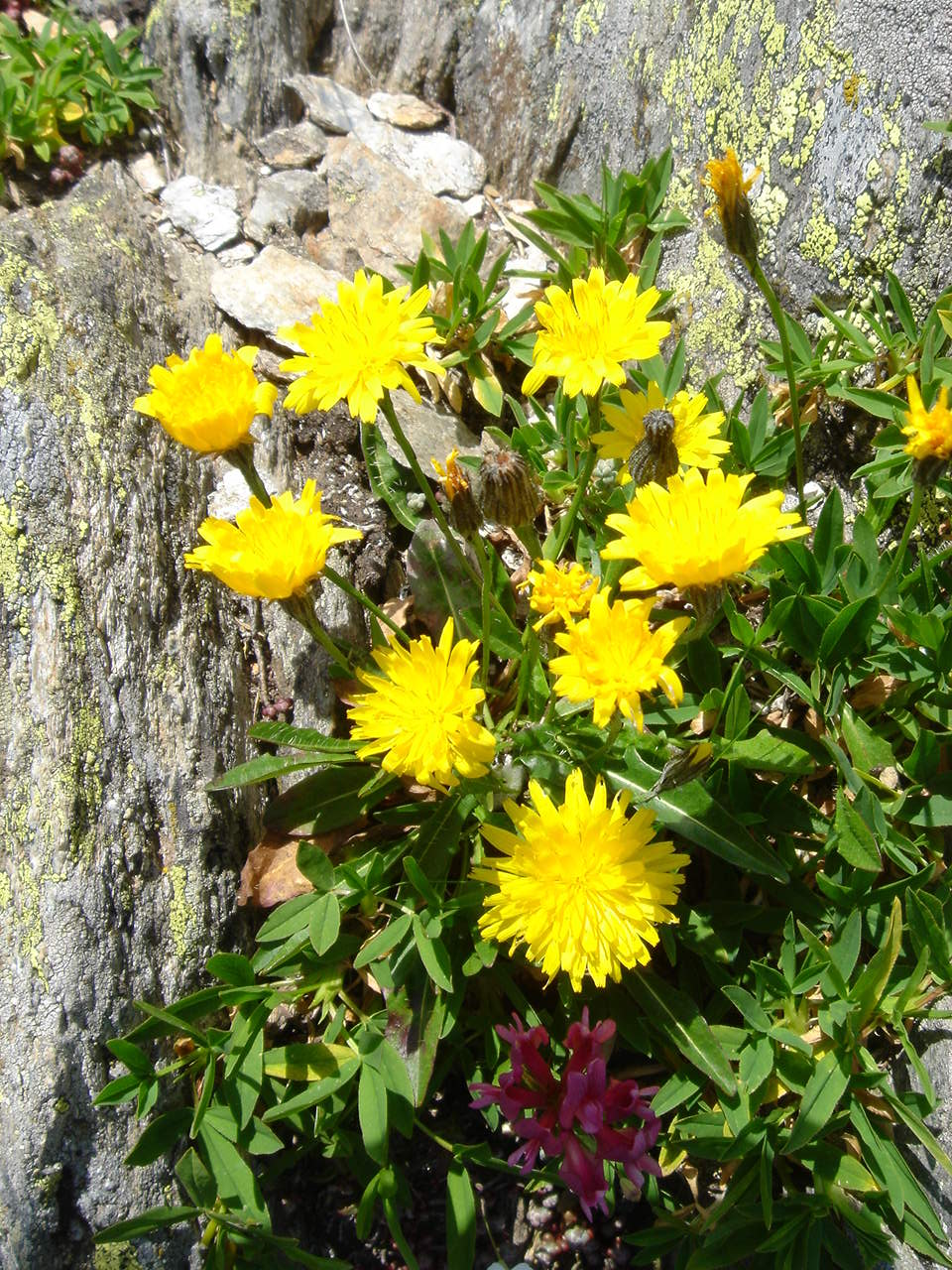
Scorzoneroides pyrenaica

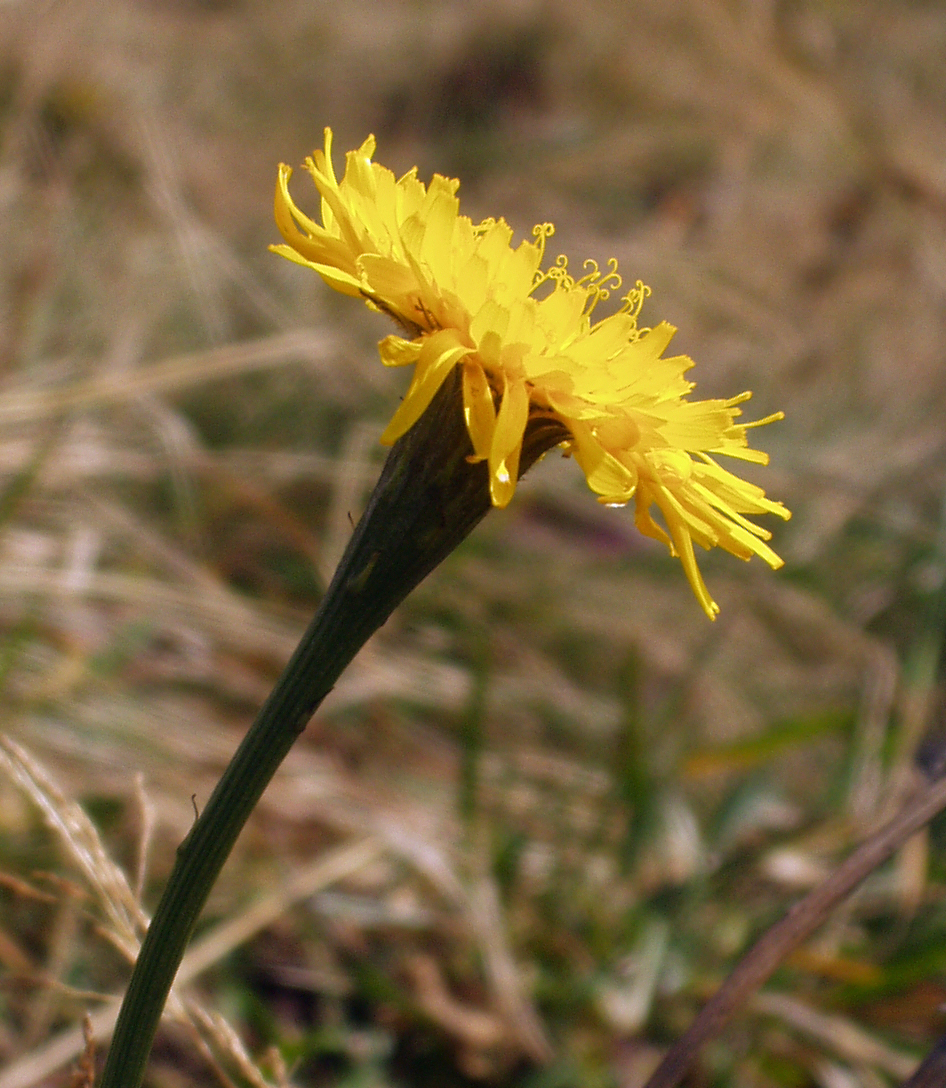
Scorzoneroides helvetica

- Scorzoneroides atlantica (Ball) Holub, 1977
- Scorzoneroides autumnalis (L.) Moench, 1794

## C
- Scorzoneroides carpetana (Lange) Greuter, 2006
- Scorzoneroides cichoriacea (Ten.) Greuter, 2006
- Scorzoneroides crocea (Haenke) Holub, 1977

## D
- Scorzoneroides duboisii (Sennen) Greuter, 2006

## G
- Scorzoneroides garnironii (Emb. & Maire) Greuter & Talavera, 2006

## H
- Scorzoneroides helvetica (Mérat) Holub, 1977
- Scorzoneroides hispidula (Delile) Greuter & Talavera, 2006

## K
- Scorzoneroides kralikii (Pomel) Greuter & Talavera, 2006

## L
- Scorzoneroides laciniata (Bertol.) Greuter, 2006

## M
- Scorzoneroides microcephala (DC.) Holub, 1977
- Scorzoneroides montana (Lam.) Holub, 1977
- Scorzoneroides muelleri (Sch.Bip.) Greuter & Talavera, 2006

## N
- Scorzoneroides nevadensis (Lange) Greuter, 2006

## O
- Scorzoneroides oraria (Maire) Greuter & Talavera, 2006

## P
- Scorzoneroides palisiae (Izuzq.) Greuter & Talavera, 2006
- Scorzoneroides pseudotaraxaci (Schur) Holub, 1977
- Scorzoneroides pyrenaica (Gouan) Holub, 1977

## R
- Scorzoneroides rilaensis (Hayek) Holub, 1977

## S
- Scorzoneroides salzmannii (Sch.Bip.) Greuter & Talavera, 2006
- Scorzoneroides simplex (Viv.) Greuter & Talavera, 2006